# Tisagronia pexa
Tisagronia pexa är en fjärilsart som beskrevs av Berg 1877. Tisagronia pexa ingår i släktet Tisagronia och familjen nattflyn. Inga underarter finns listade i Catalogue of Life.